# Prosim, odpusti mi
Prosim, odpusti mi je ljubezenski roman, ki ga je napisala angleška pisateljica Melissa Hill. 

## Vsebina
Glavna junakinja zgodbe je Leonie Hayes. Je zaljubljena in zaročena. Zaradi napačne odločitve se odloči, da bo pustila svoje dosedanje življenje za sabo in začela na novo. Iz Dublina se preseli v San Francisco. Ko se preseli v novo stanovanje, na dnu garderobne omare najde šatuljo z neprebranimi pismi. Ko se eno ponesreči raztrga, jo premaga radovednost in odpre še preostala pisma. Vsako izmed njih se konča s pripisom "prosim, odpusti mi". Ker se ji zdi to zanimivo in skrivnostno, se odloči, da bo poiskala osebo, ki so ji pisma namenjena. Pri tem ji pomaga soseda Alex. In če se lahko srečno konča zgodba para s pismi, se lahko morda srečno konča tudi njena življenjska zgodba. 

## Izdaje in prevodi
Knjiga je v originalu napisana v angleščini, naslov pa je Please forgive me. V slovenščino jo je prevedla Urša Willewaldt.